# Ala I Gallorum Tauriana

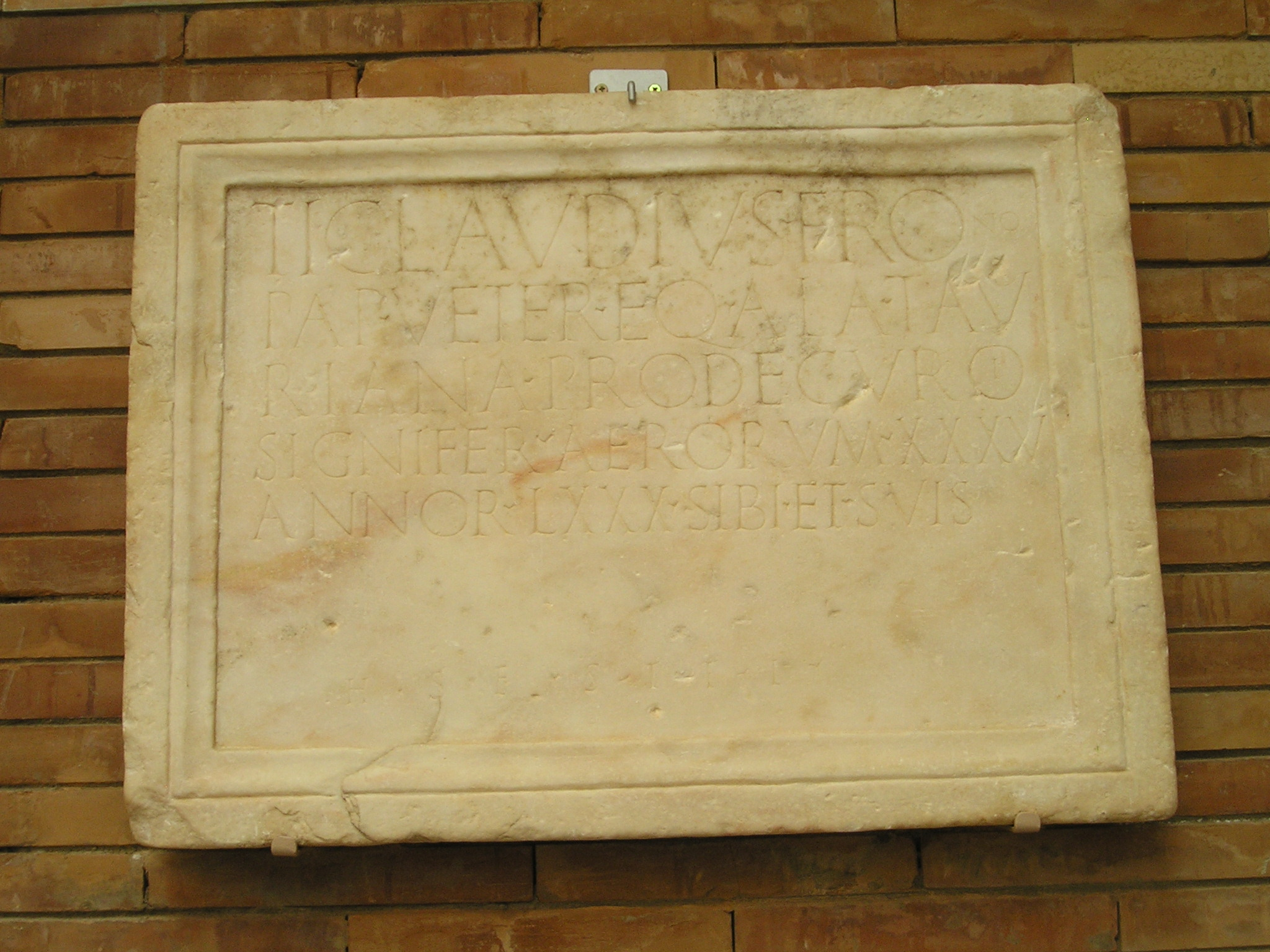
Die Inschrift des Tiberius Claudius Fronto

Die Ala I Gallorum Tauriana [civium Romanorum] [torquata] [victrix] (deutsch 1. Ala der Gallier des Taurus [der römischen Bürger] [mit Torques ausgezeichnet] [die Siegreiche]) war eine römische Auxiliareinheit. Sie ist durch Militärdiplome und Inschriften belegt. In einer Inschrift und in einigen Militärdiplomen wird sie als Ala Gallorum Tauriana bezeichnet, in einer anderen Inschrift als Ala I Taurianorum, in weiteren drei Inschriften als Ala I Flavia Gallorum Tauriana und in den restlichen Militärdiplomen sowie in allen anderen Inschriften als Ala Tauriana.

## Namensbestandteile
- Ala: Die Ala war eine Reitereinheit der Auxiliartruppen in der römischen Armee.

- I: Die römische Zahl steht für die Ordnungszahl die erste (lateinisch prima). Daher wird der Name dieser Militäreinheit als Ala prima .. ausgesprochen.

- Flavia: die Flavische. Die Ehrenbezeichnung bezieht sich auf die flavischen Kaiser Vespasian, Titus und Domitian.[A 1]

- Gallorum: der Gallier. Die Soldaten der Ala wurden bei Aufstellung der Einheit aus den verschiedenen Stämmen der Gallier rekrutiert.

- Tauriana: des Taurus. Die Reitereinheiten der Gallier wurden oft nach einem ihrer ersten Kommandeure benannt.[A 2]

- civium Romanorum: der römischen Bürger. Den Soldaten der Einheit war das römische Bürgerrecht zu einem bestimmten Zeitpunkt verliehen worden. Für Soldaten, die nach diesem Zeitpunkt in die Einheit aufgenommen wurden, galt dies aber nicht. Sie erhielten das römische Bürgerrecht erst mit ihrem ehrenvollen Abschied (Honesta missio) nach 25 Dienstjahren. Der Zusatz kommt in Militärdiplomen von 104 bis 161 und in einer Inschrift[4] vor.

- torquata: mit Torques ausgezeichnet. Der Zusatz kommt in Militärdiplomen von 104 bis 135 und in drei Inschriften[5] vor.

- victrix: die Siegreiche. Der Zusatz kommt in Militärdiplomen von 104 bis 156/157 und in zwei Inschriften[6] vor.

Da es keine Hinweise auf den Namenszusatz milliaria (1000 Mann) gibt, war die Einheit eine Ala quingenaria. Die Sollstärke der Ala lag bei 480 Mann, bestehend aus 16 Turmae mit jeweils 30 Reitern.

## Geschichte
Die Ala war in Hispania, Gallia Lugdunensis, Italia, Germania und Mauretania Tingitana im Einsatz. Sie ist auf Militärdiplomen für die Jahre 88 bis 162/203 n. Chr. aufgeführt. Tacitus erwähnt die Einheit in seinen Historiae (Buch I, Kapitel 59 und 64) als Ala Tauriana.
Die Einheit wurde vermutlich unter Augustus oder Tiberius aufgestellt. Sie war im 1. Jhd. wohl zunächst in der Provinz Hispania stationiert und kam vermutlich 68 mit Galba nach Gallien, wo sie in Lugdunum überwinterte. Nach der Ermordung Galbas ging die Ala zu Vitellius über und zog mit ihm nach Italien. Unter Vespasian wurde die Ala nach Germanien verlegt, wo sie die Auszeichnung torquata vermutlich während des Bataveraufstands um 69/70 erwarb. Zwischen 70 und 74 kehrte die Einheit nach Hispanien zurück.
Zu einem unbestimmten Zeitpunkt wurde die Ala dann in die Provinz Mauretania Tingitana verlegt, wo sie erstmals durch ein Diplom nachgewiesen ist, das auf 88 datiert ist. In dem Diplom wird die Ala als Teil der Truppen (siehe Römische Streitkräfte in Mauretania) aufgeführt, die in der Provinz stationiert waren. Weitere Diplome, die auf 104 bis 162/203 datiert sind, belegen die Einheit in derselben Provinz.

## Standorte
Standorte der Ala sind nicht bekannt.

## Angehörige der Ala
Folgende Angehörige der Ala sind bekannt:

### Kommandeure
| - Marcus Iulius Agrippa: er wird auf dem Diplom von 122 als Kommandeur genannt. - Marcus Plotius Faustus, ein Präfekt - Marcus Sempronius Liberalis: er wird auf dem Diplom von 129/130 als Kommandeur genannt. | - Sextus Attius Suburanus Aemilianus, ein Präfekt - Sextus Pompeius Sabinus, ein Präfekt - Titus Varius Priscus, ein Präfekt |

### Sonstige
| - Cosuobnus Priscus, ein Reiter (AE 1922, 14) - Iulius Longinus Doles, ein Reiter (CIL 2, 2984) - M(arcus) Antonius Maximus: das Diplom von 122 wurde für ihn ausgestellt. | - M(arcus) Publilius Saturninus: das Diplom von 129/130 wurde für ihn ausgestellt. - Q(uintus) Sempronius Vitulus, ein Decurio (ZPE-196-299, ZPE-200-553) - Tiberius Claudius Fronto, ein Veteran und ehemaliger Signifer bzw. Prodecurio (ERAEmerita 124) |